# مارك أ. جولدسميث
مارك أ. جولدسميث (بالإنجليزية: Mark A. Goldsmith)‏ هو محامي وقاضي أمريكي، ولد في 1952 في ديترويت في الولايات المتحدة.